# Seznam osobností vyznamenaných 28. října 2018

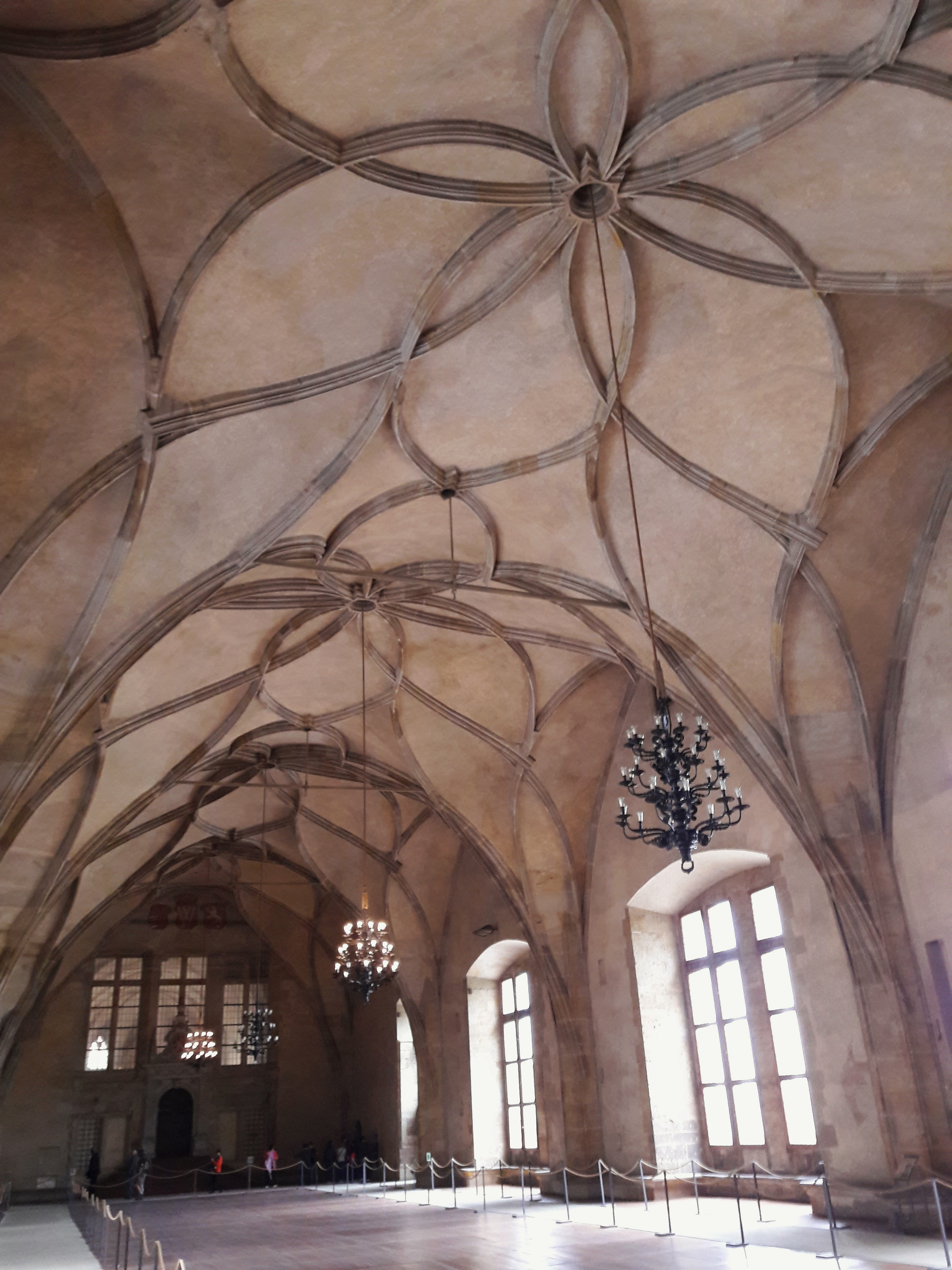
Vladislavský sál Pražského hradu, tradiční místo udílení státních vyznamenání

Toto je seznam osobností, které dekoroval prezident České republiky Miloš Zeman státními vyznamenáními při státním svátku 28. října 2018. Slavnostním udílením vyznamenání ve Vladislavském sále Pražského hradu vyvrcholily oslavy Dne vzniku samostatného československého státu. Celkem bylo oceněno 41 osobností, ještě o dvě více než v předchozím roce.

## Návrhy
Návrh na udělení státního vyznamenání může prezidentovi podat občan, skupina občanů či organizace. Ze zákona své návrhy předkládá také Poslanecká sněmovna, Senát a vláda. Prezident však k návrhům nemusí přihlížet a může vyznamenat také bez návrhu.

### Poslanecká sněmovna
Poslanecká sněmovna obdržela do 30. března 2018 necelé dvě desítky návrhů od veřejnosti a v dubnu 2018 je posoudil podvýbor pro udělení nebo propůjčení státního vyznamenání. Několik návrhů jí předložila Česká biskupská konference: scenáristku, dramaturgyni a pedagožku Naděždu Urbáškovou, faráře a účastníka odboje Antona Geberta či faráře Josefa Suchára. Patrně s nadsázkou byl míněn občanský návrh na vyznamenání Jany Nečasové (dříve Nagyové), někdejší vrchní ředitelky kabinetu a milenky, následně manželky předsedy vlády Petra Nečase, jejíž kauza způsobila v roce 2013 pád vlády.
Po podvýboru návrhy projednal organizační výbor, který k seznamu doplnil některé další osobnosti. Nakonec před koncem května hlasovalo po jednotlivých jménech plénum Poslanecké sněmovny a prezidentu bylo předloženo celkem 28 osobností navržených na vyznamenání. Mezi nimi figurovali mimo jiné velitel protinacistického odboje Josef Bílý, váleční letci Josef Ocelka a Josef Bernat, veterán popravený komunistickým režimem Květoslav Prokeš, spolutvůrce pevnostního systému Karel Husárek, rozhlasový pracovník vedoucí vysílání v srpnu 1968 Karel Lánský nebo i úspěšní sportovci Ester Ledecká a Petr Čech. Jeden z navržených, spisovatel a novinář Josef Klíma, se následně vyjádřil, že návrh pociťuje jako čest, vyznamenání by však od prezidenta Zemana nepřijal, a to z důvodu Zemanových výpadů vůči Ferdinandu Peroutkovi i současným novinářům.

### Senát
Dne 12. června 2018 schválil organizační výbor Senátu seznam 27 osobností navržených senátorům a senátorkám k doporučení prezidentovi. Mezi nimi byla např. Zdena Mašínová, dcera protifašistického odbojáře Josefa Mašína a sestra kontroverzních protikomunistických odbojářů bratrů Mašínových, jediný československý kosmonaut a bývalý velvyslanec v Rusku Vladimír Remek, dále třeba neurochirurg Eduard Zvěřina, přeživší z Lidic Marie Šupíková, tenistka Helena Suková, umělecký sklář René Roubíček, hudební skladatel Vadim Petrov, kněz Josef Peksa či zakladatel sdružení Život 90 Jan Lorman.
Zdena Mašínová se však vyjádřila, že by vyznamenání od Miloše Zemana nepřevzala, a proto ji senátoři z finální podoby návrhu o měsíc později vyřadili. Dalším vyřazeným se stal Vladimír Remek, seznam tak nakonec čítal 25 jmen.

### Prezident
Do konce července 2018 mohli občané zasílat své náměty prezidentu republiky. Kancelář prezidenta jich obdržela celkem 214. Ačkoli Kancelář prezidenta republiky konkrétní navržená jména nekomentovala, na webu písecké místní organizace hnutí ANO byl zveřejněn dopis jejího člena Václava Makrlíka se žádostí, aby prezident ocenil předsedu hnutí a současného premiéra Andreje Babiše. V návrhu Makrlík uvedl i zdůvodnění: „za jeho celoživotní boj proti rozkrádání státního majetku a s tím spojenou korupcí, za vnitrostátní politickou stabilizaci českého státu, o kterou se zasloužil zformováním  vlády, která, přes nesmírné obstrukce, získala důvěru Poslanecké sněmovny ČR a za výrazné zviditelnění českého státu na mezinárodní politické scéně“. Návrh schválila místní organizace hnutí ANO. Babiš se však vyjádřil, že to považuje za nevhodné a určitě by ocenění odmítl.
Sám Miloš Zeman už v dubnu 2018 v rozhovoru na rádiu Frekvence 1 uvedl, že chce vyznamenat Alenu Vitáskovou, někdejší ředitelku Energetického regulačního úřadu. V květnu naznačil, že by mohl státním vyznamenáním ocenit některého z válečných veteránů druhé světové války. V červnu v reakci na původní senátní návrh vyznamenat Zdenu Mašínovou uvedl, že pro to nevidí důvod. Naopak k poslaneckému návrhu vyznamenat sportovkyni Ester Ledeckou uvedl pro Blesk.cz, že by ji chtěl vyznamenat i z vlastní iniciativy, kdyby mu nebyla navržena.
V polovině července prezident prohlásil, že nezamýšlí u příležitosti kulatého 100. výročí vzniku Československa nijak mimořádně navýšit počet vyznamenaných osobností. Dne 8. srpna 2018 uvedl hradní mluvčí Jiří Ovčáček, že prezident ocení in memoriam medailí Za hrdinství trojici českých vojáků, kteří několik dní předtím zemřeli na hlídce v Afghánistánu. V září při zahájení agrosalonu Země živitelka v Českých Budějovicích prezident Zeman prohlásil, že chce ocenit prvorepublikového politika Antonína Švehlu jako zakladatele Agrární strany a podporovatele zemědělství. Před koncem září prezident při zahájení své návštěvy Olomouckého kraje zveřejnil také svůj záměr vyznamenat učitelku mateřské školy z Jívové Darinu Nešporovou, která v roce 2017 za cenu vlastního zranění zachránila život čtyř dětí při autonehodě.
V neděli 7. října 2018 prezident v rozhovoru pro Blesk.cz oznámil, že se chystá vyznamenat hudebníka Michala Davida, který ho dříve podpořil ve volební kampani. V polovině října byla prezidentem v rozhovoru pro Český rozhlas Radiožurnál zveřejněna další jména: slovenský podnikatel Pavol Krúpa, někdejší novinářka Jana Lorencová a velitel protinacistické odbojové organizace Obrana národa Josef Bílý (in memoriam), potvrzena byla i bývalá předsedkyně Energetického regulačního úřadu Alena Vitásková. O týden později hradní kancléř Vratislav Mynář veřejně potvrdil zamýšlené vyznamenání pro končícího tenistu Radka Štěpánka. Již 17. října také Lidové noviny uvedly, že by vyznamenání měl nejspíše obdržet další slovenský podnikatel Milan Fiľo.

## Ceremoniál
Prezident, jenž se již v průběhu dne zúčastnil pietního aktu u památníku na Vítkově a přehlídky vojenských i policejních složek na Evropské třídě, předal vyznamenání večer od 20 hodin při tradičním ceremoniálu ve Vladislavském sále Pražského hradu jako vyvrcholení oslav 100. výročí vzniku Československa. Prezident Zeman již odpoledne na přehlídce avizoval, že bude do sálu vnesena šavle prvního ministra obrany Milana Rastislava Štéfánika, kterou přinese veterán z Afghánistánu. Kromě šavle byla oproti dřívějším zvyklostem použita také prezidentská standarta Hradní stráže z roku 1924, na výzdobu Vladislavského sálu bylo spotřebováno 2000 růží v národních barvách. Slavnost v přímém přenosu vysílala Česká televize.
Aktu se vzhledem k významnému výročí účastnil i slovenský prezident Andrej Kiska, v úvodu zazněla kromě české také slovenská hymna.
Před Pražským hradem ještě před začátkem předávání demonstrovaly asi tři desítky lidí.

## Seznam vyznamenaných

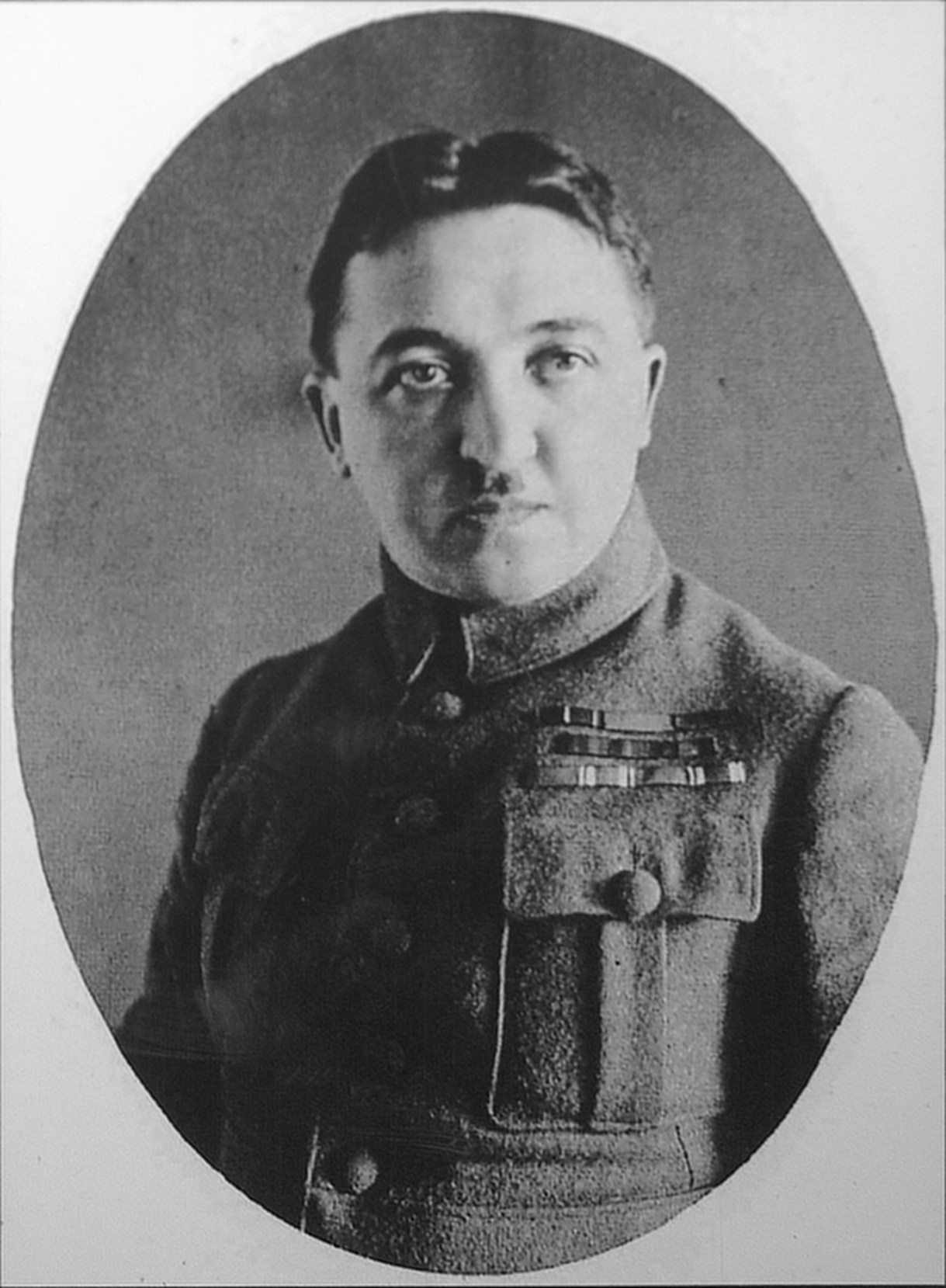
Stanislav Čeček

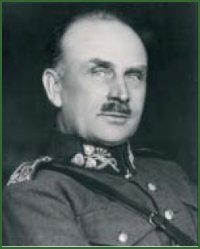
Josef Bílý

Prezident ocenil celkem 41 osobností, z nich 8 in memoriam:

### Řád Bílého lva vojenské skupiny I. třídy
- armádní generál Josef Bílý, in memoriam, velitel protinacistické odbojové skupiny Obrana národa
- divizní generál Stanislav Čeček, in memoriam, legionář 1. světové války
- divizní generál Karel Husárek, in memoriam, legionář 1. světové války a prvorepublikový generál

### Řád Bílého lva občanské skupiny I. třídy
- Jan Gajdoš, in memoriam, gymnasta

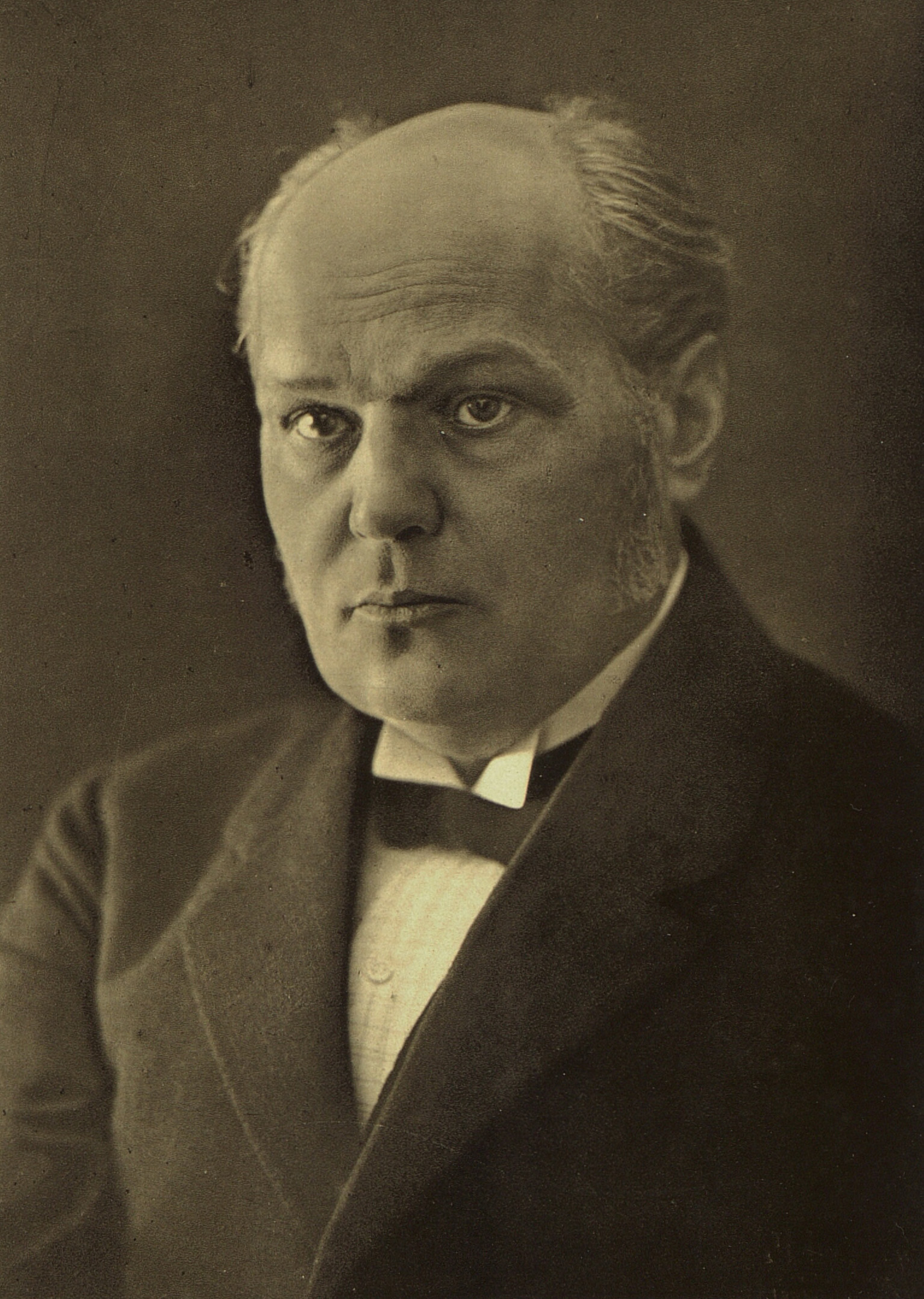
Antonín Švehla

- Karel Lánský, účastník protiokupačního vysílání v srpnu 1968
- Antonín Švehla, in memoriam, politik

### Řád Tomáše G. Masaryka I. třídy
- prof. Rajko Doleček, in memoriam, lékař
- prof. Martin Filipec, vědec a lékař

### Medaile Za hrdinství
- štábní praporčík Kamil Beneš, in memoriam, voják
- štábní praporčík Martin Marcin, in memoriam, voják
- štábní praporčík Patrik Štěpánek, in memoriam, voják
- Darina Nešporová, učitelka

### Medaile Za zásluhy I. stupně
- Erik Best, novinář a spisovatel
- Petr Čech, fotbalista
- Michal David, zpěvák
- Jan Fencl, bývalý ministr zemědělství
- Milan Fiľo, podnikatel
- Ondřej Hejma, zpěvák
- Ivanka Kohoutová, ředitelka střední školy
- Karel Kolomazník, vědec a pedagog
- Jiří Krampol, herec a bavič
- Pavol Krúpa, finančník a podnikatel
- Petra Kvitová, tenistka
- Ester Ledecká, sportovkyně
- Jana Lorencová, politička a novinářka
- Michal Macháček, spisovatel
- Michal Majtán, prognostik
- Miloš Pešek, lékař
- Vadim Petrov, hudebník a skladatel
- Lenka Procházková, spisovatelka
- Zdeněk Souček, spisovatel
- Jaroslav Strnad, podnikatel
- Helena Suková, tenistka
- Milan Syruček, spisovatel
- Karel Sýs, básník a spisovatel
- Radek Štěpánek, tenista
- Miloš Velemínský, lékař
- Václav Větvička, botanik
- Alena Vitásková, bývalá předsedkyně Energetického regulačního úřadu
- Ivan Vyskočil, herec
- Zdeněk Zbořil, politolog

## Kontroverze
Již ve fázi poslaneckých návrhů na vyznamenání sklidil kritiku předseda příslušného podvýboru a místopředseda sněmovny Vojtěch Pikal (Piráti) za to, že podpořil návrh na ocenění básníka a novináře, někdejšího zasloužilého umělce a komunistického kandidáta do Senátu, vedoucího literární přílohy komunistického deníku Haló noviny Karla Sýse. Toho navrhli místopředseda Unie českých spisovatelů (jíž v té době Sýs předsedal) Michal Černík a poslanec Leo Luzar (KSČM), z poslanců si jeho návrh osvojili Stanislav Berkovec (ANO) a Antonín Staněk (ČSSD). Pikal svůj hlas pro Sýse (a také výrok zlehčující zásluhy válečných letců) následně označil za chybu a na omluvu věnoval 50tisícovou částku na projekt Paměť národa společnosti Post Bellum. Naopak poslanec Staněk si i po kritice stál za svým. Proti samotné nominaci Karla Sýse se vyslovili také někteří politici či např. český PEN klub. V červnu 2018 Sýsem vedená Unie českých spisovatelů vyznamenala prezidenta Miloše Zemana cenou za občanskou odvahu.
Političtí experti se nad seznamem oceněných shodli, že prezident Zeman devalvuje váhu státních vyznamenání a opětovně oceňuje své známé a podporovatele. Václav Klaus se podivil nad velkým množstvím rozdaných vyznamenání.

### Výběr a (ne)účast pozvaných
Pozvání k slavnostnímu ceremoniálu tradičně dostávají např. předsedové a místopředsedové obou parlamentních komor, předsedové sněmovních i senátních výborů, předsedové politických stran a poslaneckých i senátorských klubů, členové vlády, hejtmani a primátoři, představitelé soudní moci, diplomaté, vedoucí státních úřadů a institucí, reprezentanti akademické obce, církevní hodnostáři, významné osobnosti veřejného života či příbuzní vyznamenaných. Dne 23. října informoval týdeník Respekt o tom, že pozvání na ceremoniál nejspíše nebylo zasláno vybraným osobnostem, které by jinak z titulu své funkce pozvány být měly. Jmenoval předsedu Starostů a nezávislých Petra Gazdíka, předsedu poslaneckého klubu TOP 09 Miroslava Kalouska, hejtmana Pardubického kraje Martina Netolického, rektora Masarykovy univerzity a čerstvě zvoleného senátora Mikuláše Beka či poslance za TOP 09 Dominika Feriho. Někdejší prezidentský protikandidát a poslanec TOP 09 Karel Schwarzenberg byl pozván jen na následnou recepci ve Španělském sále. Z primátorů nebyl pozván např. brněnský Petr Vokřál, z úředníků nejvyšší státní zástupce Pavel Zeman, který odmítl schůzku s prezidentem v době vyšetřování kauzy v Lesní správě Lány. Kancelář prezidenta to jmenovitě nepotvrdila, mluvčí Jiří Ovčáček se však vyjádřil, že „nech[tějí] těmto lidem způsobovat zbytečné dilema“.
Od roku 2014, kdy prezident Zeman odmítl jmenovat některé profesory a nepozval na událost kvůli osobním sporům dva rektory, byly vztahy vysokoškolských rektorů s prezidentem napjaté a někteří z nich se akce odmítali účastnit, další ani nebyli pozváni. Na ceremoniál v roce 2018 již tradičně nebyl pozván Mikuláš Bek z Masarykovy univerzity a rektoři dalších brněnských vysokých škol svou účast odmítli: Petr Oslzlý z Janáčkovy akademie múzických umění i Danuše Nerudová z Mendelovy univerzity. Omluvili se např. i Tomáš Vaněk z pražské Akademie výtvarných umění, Hana Machková z Vysoké školy ekonomické či Petr Sklenička z České zemědělské univerzity. Již předem účast odmítl také rektor Vysoké školy chemicko-technologické Karel Melzoch.